# (2605) Sahade
(2605) Sahade es un asteroide perteneciente al cinturón de asteroides, descubierto el 16 de agosto de 1974 por el equipo del Observatorio Félix Aguilar desde el Complejo Astronómico El Leoncito, San Juan, Argentina.

## Designación y nombre
Designado provisionalmente como 1974 QA. Fue nombrado Sahade en honor al astrónomo argentino Jorge Sahade.